# 나카야마 마사시
나카야마 마사시(일본어: 中山 雅史, 1967년 9월 23일)는 일본의 전 축구 선수이자 현 축구 지도자로 현재 J3리그의 아술 클라로 누마즈의 감독으로 재직 중이며 주빌로 이와타의 프랜차이즈 선수이자 일본 축구 대표팀 역사상 첫 FIFA 월드컵 득점자이다.

## 클럽 경력

### 주빌로 이와타
1990년 주빌로 이와타 입단 후 2009년까지 19년동안 주빌로 이와타의 핵심 공격수로서 공식전 525경기 247골을 터뜨리며 1991-92 시즌 일본 사커 리그 디비전 1 3위, 1992 시즌 재팬 풋볼 리그 우승, 1993 시즌 재팬 풋볼 리그 디비전 1 준우승, J1리그 3회 우승(1997, 1999, 2002) 및 3회 준우승(1998, 2001, 2003), J리그컵 1회 우승(1998) 및 2회 준우승(1997, 2001), AFC 챔피언스리그 1회 우승(1998-99) 및 2회 준우승(1999-2000, 2000-01), 2003 시즌 천황배 우승, 2004 시즌 천황배 준우승, 일본 슈퍼컵 3회 우승(2000, 2003, 2004) 및 1회 준우승(1998), 1999년 아시안 슈퍼컵 우승 등의 굵직한 성과들을 남겼다.
그리고 1998년 J리그에서는 27경기 36골의 폭발적인 득점력으로 생애 첫 리그 득점왕에 올랐고 J리그 디비전 1 2000에서도 29경기 20골을 터뜨리며 2년만에 개인 통산 2번째 리그 득점왕에 올랐으며 특히 생애 첫 리그 득점왕을 차지했던 1998 시즌에는 4경기 연속 해트트릭 작성이라는 진기록을 만들어내면서 일본 축구 선수로는 최초로 기네스북에 등재되기도 했으나 이 기록은 그로부터 18년 뒤인 2016년에 5경기 연속 해트트릭을 작성한 드라치체 다코보의 스티에판 루치아니치에 의해 깨졌다.
이밖에도 1998년 J리그 MVP, 4번의 J1리그 베스트 11(1997, 1998, 2000, 2002), 1998년 일본 올해의 선수, 아시아 축구 연맹 이달의 선수(1998년 4월), 1999년 AFC 올스타팀에도 선정되는 영예까지 안았다.

### 콘사돌레 삿포로
2010년부터 2012년까지 콘사돌레 삿포로에서 활동하며 J리그 디비전 2 2011 3위 및 4년만의 J1리그 승격에 일조했지만 3시즌동안 공식전 단 14경기 출전에 머무르면서 결국 2012 시즌을 끝으로 은퇴를 선언했으며 은퇴 2년 뒤인 2014년에는 특촬 "가면라이더 가이무 극장판 - 축구 대결전! 황금의 열매 쟁탈배!"에 카메오로 출연했다.

### 아술 클라로 누마즈
선수 은퇴한지 3년 후인 2015년 당시 재팬 풋볼 리그 소속팀인 아술 클라로 누마즈와의 선수 계약을 통해 현역으로 복귀한 뒤 팀이 2017 시즌 JFL에서 최종 3위에 오르며 J3리그 승격 자격을 얻었지만 동갑내기인 미우라 가즈요시와는 달리 누마즈 소속으로는 정식 경기에 출전하지 않았다.
다만 2019년에 U-18팀 코치를 겸임한 경력을 인정받아 이듬해인 2020년에는 현역 J리거로는 최초로 JFA S급 지도자 자격을 취득한 뒤 프로 통산 539경기 247골의 성적을 남기고 30년간의 현역 생활의 마침표를 찍었다.

## 국가대표팀 경력

### 일본 A대표팀
쿠웨이트와의 1988년 AFC 아시안컵 예선 2조 1차전에서 국제 A매치 데뷔전을 치른 후 4경기에 모두 출전하여 일본의 사상 첫 아시안컵 본선 진출에 일조하는 활약을 펼쳤다.
그로부터 4년 뒤 대한민국과의 1992년 다이너스티컵 결승에서 A매치 데뷔골을 터뜨리며 팀의 다이너스티컵 초대 우승을 이끌었고 2개월 뒤 자국에서 개최된 1992년 AFC 아시안컵 본선에서도 3경기에 출전하여 팀의 사상 첫 아시안컵 우승을 이끌었다.
그리고 1994년 FIFA 월드컵 아시아 지역 예선 6경기에 출전하며 일본의 사상 첫 월드컵 본선 진출에 기여하는 듯 했지만 이라크와의 최종 예선 마지막 경기에서 상대팀인 자파르 움란에게 통한의 동점골을 허용하며 다 잡았던 월드컵 본선 진출권을 대한민국에게 빼앗겼고 이를 두고 대한민국에서는 도하의 기적, 일본에서는 도하의 비극으로 불리고 있다.
그러나 1998년 FIFA 월드컵 아시아 지역 최종 예선 2경기에 출전하면서 일본의 44년만의 사상 첫 월드컵 본선 진출에 일조했고 이를 두고 일본에서는 조호르바루의 환희로 불리우고 있다.
그 후 자메이카와의 1998년 FIFA 월드컵 H조 조별리그 최종전에서 일본의 월드컵 본선 1호골의 주인공이 되었으나 팀은 이 대회에서 아르헨티나, 크로아티아, 자메이카를 상대로 3전 전패·조 최하위에 머무르며 세계 축구의 높은 벽을 실감한 채 귀국길에 올랐다.
이에 앞서 홈 구장인 요코하마 국립경기장에서 열린 대한민국과의 1998년 다이너스티컵 1차전이자 요코하마 닛산 스타디움 개장 첫 경기에서 전반 18분 무렵 나나미 히로시의 코너킥을 헤더골로 연결하며 팀의 2-1 승리를 안긴 뒤 2001년 FIFA 컨페더레이션스컵에서도 5경기 중 4경기에 출전하여 일본의 준우승을 이끌었다.
그리고 이듬해에 열린 2002년 FIFA 월드컵에서도 러시아와의 H조 조별리그 2차전에 출전하며 일본의 사상 첫 월드컵 16강 진출을 조력한 뒤 이듬해인 2003년 6월 8일 아르헨티나와의 친선 경기를 마지막으로 15년간의 국가대표팀 선수 생활을 마감했다.

## 통계
| 일본 | 일본 | 일본 |
| 연도 | 출전 | 득점 |
| ---- | ---- | ---- |
| 1990 | 1    | 0    |
| 1991 | 0    | 0    |
| 1992 | 6    | 3    |
| 1993 | 8    | 4    |
| 1994 | 0    | 0    |
| 1995 | 4    | 1    |
| 1996 | 0    | 0    |
| 1997 | 2    | 2    |
| 1998 | 10   | 4    |
| 1999 | 1    | 0    |
| 2000 | 7    | 6    |
| 2001 | 8    | 1    |
| 2002 | 3    | 0    |
| 2003 | 3    | 0    |
| 통산 | 53   | 21   |